# Dichagyris truculenta
Dichagyris truculenta là một loài bướm đêm thuộc họ Noctuidae. Nó được tìm thấy ở Địa Trung Hải và Trung Á from dãy núi Altay through Cận Đông và Trung Đông.
Con trưởng thành bay từ tháng 5 đến tháng 8. Có một lứa một năm.

## Phụ loài
- Yigoga truculenta truculenta (miền tây Siberia,miền trung Asia, Altai, Turkestan)
- Yigoga truculenta toxistigma (Anatolia, Iran)